# Mabel Taylor
Mabel Taylor (n. 7 decembrie 1879, Cincinnati, Ohio, SUA – d. 1 iulie 1967, Chicago, Illinois, SUA) a fost o arcașă ce a reprezentat Statele Unite ale Americii, medaliată olimpică. A participat la o ediție a Jocurilor Olimpice (1904).

## Participări
Lista de mai jos prezintă principalele competiții la care a participat Mabel Taylor de-a lungul carierei.
- archery at the 1904 Summer Olympics – women's team round[*]